# Abubaker Tabula
Abubaker Tabula, född 12 juni 1980 i Uganda, är en ugandisk fotbollsspelare som spelade som försvarare för GIF Sundsvall mellan 2007 och 2008. Tabula spelade även för Ugandas landslag.
Moderklubben är APR FC från Rwanda.

## Fotnoter
1. ↑  transfermarkt.com, transfermarkt.com spelar-ID: 50618, läst: 9 oktober 2017.[källa från Wikidata]
2. ↑  ”Abubaker Tabula”. svenskfotboll.se. Arkiverad från originalet den 13 januari 2016. https://archive.today/20160113051538/http://svenskfotboll.se/superettan/person/?playerid=5339. Läst 25 november 2007.